# Ісмаїлово (Туймазинський район)
Ісмаї́лово (рос. Исмаилово, башк. Исмаил) — присілок у складі Туймазинського району Башкортостану, Росія. Входить до складу Какрибашевської сільської ради.
Населення — 197 осіб (2010; 169 у 2002).
Національний склад:
- башкири — 50 %
- татари — 37 %